# Americoliva reticularis
Americoliva reticularis es una especie de caracol marino perteneciente a los gasterópodos marinos de la familia Olividae, también comúnmente conocidas como olivas1. Fue descrita inicialmente como perteneciente al género Oliva. Habita en aguas marinas someras con fondos arenosos2.

## Clasificación y descripción
Concha de tamaño mediano, cilíndrica, sólida y brillante. El color de la concha es variable, generalmente blanco con un patrón también variable, generalmente de líneas axiales de color marrón obscuro en zigzag. Espira mediana. Sutura acanalada. Abertura larga. Sin opérculo. Llega a medir hasta 45mm².

## Distribución
La especie Americoliva reticularis se distribuye de Florida, Estados Unidos a Venezuela y Bermudas4. En México esta especie se distribuye de Tamaulipas a Quintana Roo, en el Golfo de México y Mar Caribe2.

## Hábitat
Habita en aguas someras con fondos de arena con guijarros2.

## Estado de Conservación
Hasta el momento en México no se encuentra en ninguna categoría de protección, ni en la Lista Roja de la IUCN (International Union for Conservation of Nature) ni en CITES (Convención sobre el Comercio Internacional de Especies Amenazadas de Fauna y Flora Silvestres).